# Giorgio Cigna

Giorgio Cigna (Biella, 1939-2005)

Giorgio Cigna (Biella, 3 maggio 1939 – Biella, 12 febbraio 2005) è stato un incisore, scultore e pittore italiano.

## Biografia
Si forma presso il Liceo Artistico dell'Accademia Albertina di Torino e successivamente presso l'Accademia di Belle Arti di Brera, dove studia affresco con Achille Funi, scultura con Marino Marini e Storia d'Arte con Guido Ballo, diplomandosi nel 1963 con Gianfilippo Uselli.
Poi si forma a Milano alla fine degli anni cinquanta nell’ambito allargato del realismo esistenziale ma, ancora nelle aule dell’Accademia di Brera, rivela la sua vocazione sperimentale, onnivora, aperta programmaticamente a tutte le forme e i materiali possibili. Sensibile alla cultura del surrealismo e delle neo-avanguardie, sempre aggiornato rispetto agli sviluppi dei linguaggi a livello internazionale, sviluppa la sua ricerca per decenni tra gli studi di Biella e quello di Milano.

### Attività incisoria[2]
Comincia l'attività incisoria nel 1958 prediligendo l'utilizzo delle tecniche dell'acquaforte e dell'acquatinta. In carriera ha stampato in proprio e presso le stamperie Il Graffio di Biella e Franco Sciardelli di Milano. Ha realizzato la sua prima esposizione personale a Roma nel 1963 a cui ne seguono altre a: Biella, Novara, Lugano, Palermo, Sciacca, Genova, Catania, Milano, Prato, Vercelli, Monza, Verona, Torino. Dal 1959 ha partecipato ad oltre duecento esposizioni nazionali ed internazionali tra cui: 
- Premio internazionale di Biella per l'incisione dal 1964 al 1999
- Premio Maximo Ramos, La Coruna, (Spagna) dal 1984 al 1987 e 1999
- Biennale dell'incisione Fredrikstad di Norvegia 1984
- Biennale dell'incisione di Campobasso 2000

## Riconoscimenti ed Esposizioni

### Rassegne nazionali ed internazionali
Già nei primi anni dell’Accademia riceve riconoscimenti quali il “1º Premio Michelangelo”, il “1ºPremio Titta”  mostre allestite nella Sala Napoleonica di Brera. Inizia ad esporre nel 1959 in rassegne nazionali ed internazionali.
La sua prima personale è a Roma nel 1963 “Galleria la Feluca”.
Ne seguiranno molte altre tra cui merita citare:
- 1968 “Galleria Artecentro” Milano
- 1969 ” Galleria Mercurio” Biella
- 1973 “Galleria Arti Visive” Matera
- 1975 “Palais de l’Europe” Comune di Menton (Francia)
- 1976 “Palazzo Cisterna” Comune di Biella
- 1977 “Biblioteca Civica” Comune di Sciacca(AG)

- 1977 “Chiesa Mater Misericordiae” Comune di Casale Monferrato[3]
- 1977 “Gallery Vivant” Tokio (Giappone)
- 1978 “Galleria Incontro d’Arte” Roma
- 1984 “Galleria Fumagalli” Bergamo
- 1985 “Galleria Berruet” Logrono (Spagna)
- 1985 “Galleria Norai” Pollença Mallorca(Spagna)
- 1986 “Galleria Ellequadro” Genova
- 1986 Antologica “Museo Municipal de Bellas Artes “Santander (Spagna)
- 1986 “Pinacoteca Municipal de" Tossa de Mar (Spagna)
- 1986 Antologica “La Fontana de Or “Caixa d’Estalvis Provincial Gerona (Spagna)
- 1988 “Gallerj Gamlebjen” Fredrikstad (Norvegia)
- 1992 “Civica Galleria d’Arte Moderna” Gallarate (Varese)[4]
- 1993 Antologica “Palazzo della Regione” Biella
- 1993 “Galleria Dialoghi” Biella
- 1993 “Galleria Poma” Morcote Lugano (Svizzera)
- 1995 “Natura ritrovata” Centro Alzaia Naviglio Grande Milano

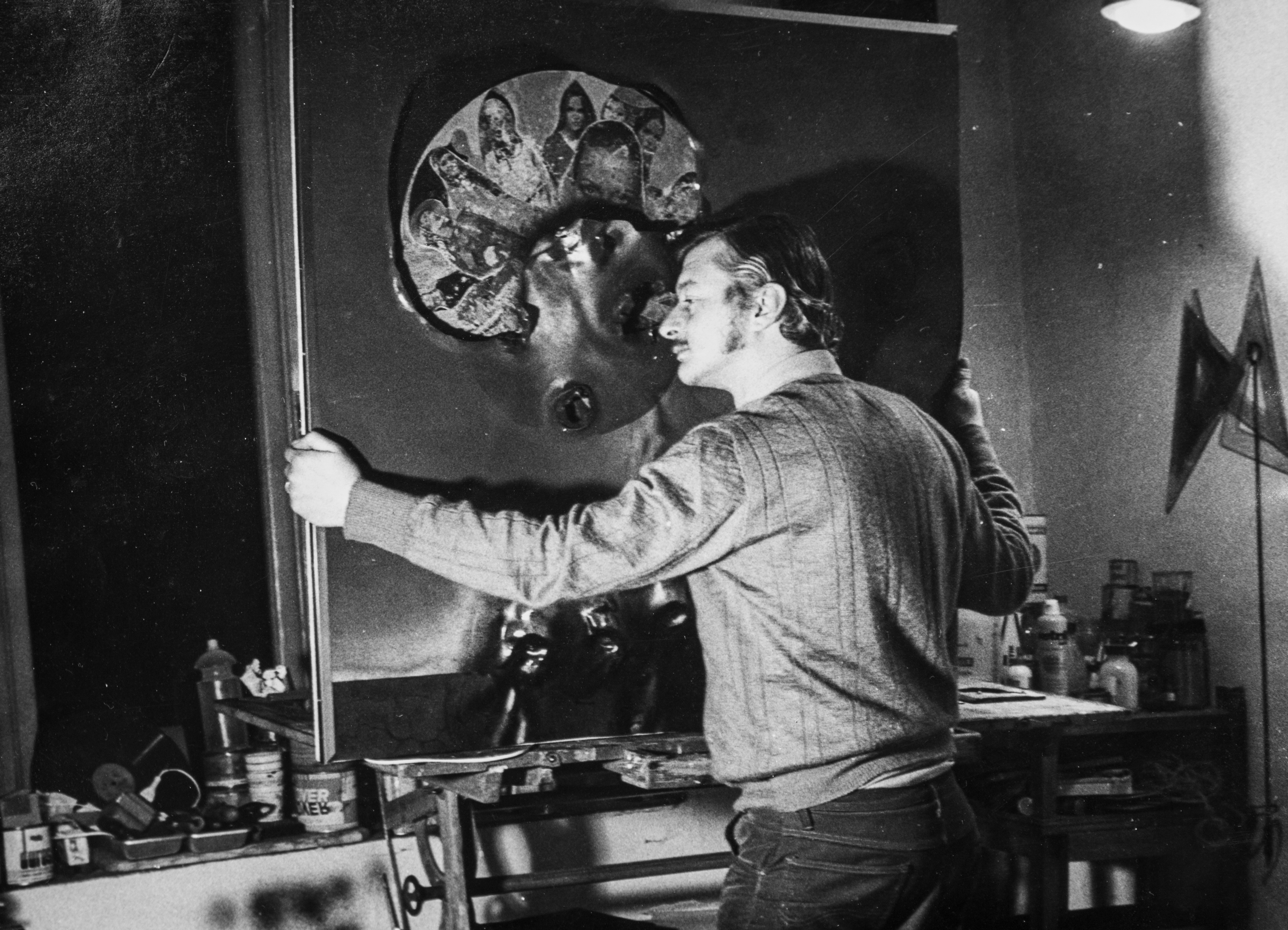
Giorgio Cigna in studio. 1969

- 1996 “Centro per le Attività Creative” Assessorato alla Cultura Piombino (Livorno)
- 1998 “Galleria Schiapparelli” Biella
- 2000 “Palazzo Ferrero” Assessorato alla Cultura di Biella
- 2000 “Galleria Comunale d’Arte Contemporanea” Assessorato alla Cultura Piombino
- 2002 ” Calma Invasione” Artsaloon Albissola Marina (SV)
- 2002 “A Brera di giorno” Sale parrocchiali di Mosso S.Maria (BI)

Nel 2008, a distanza di quindici anni dall’ultima mostra antologica di Giorgio Cigna, la Fondazione Museo del Territorio Biellese, con il contributo della Fondazione Cassa di Risparmio di Biella, ha dedicato all’artista, scomparso nel 2005, un’ampia rassegna che ha ripercorso le tappe della sua intensa attività intitolata “Giorgio Cigna (1939- 2005). Un Barocco d’avanguardia”, a cura di Martina Corgniati.
Nel 2015, per la ricorrenza dei dieci anni dalla scomparsa, la moglie Fiorella Boveri e la famiglia Cigna hanno realizzato "L'Isola dei Profughi" una mostra presso lo Spazio Cigna di Biella.

### Opere in musei e raccolte pubbliche
- Museo d’Arte Contemporanea di Bagheria (Palermo)
- Museo d’Arte Grafica di Matera
- Museo d’Arte Contemporanea di Mentone (Francia)
- Museo Comunale “Aroldo Bonzagni” Cento (Ferrara)
- “Peace Foundation Bertrand Russel” Londra (UK)
- Fondazione Joan Mirò Barcellona (Spagna)
- Fondazione Pagani Legnano
- Museo d’Arte Grafica di Fredrikstad (Norvegia)
- Museo Municipal “Bello Pineiro” Ferrol La Coruna (Spagna)
- Pinacoteca Municipal de Tossa de Mar, Girona (Spagna)
- Museo Municipal de Bellas Artes Santander (Spagna)
- Cassa Risparmio di Biella sede di Gallarate
- Fondazione CRB sede di Biella
- Gabinetto delle Stampe Antiche e Moderne Bagnacavallo (Ravenna)
- Gabinetto delle Stampe, Premio Internazionale per l’Incisione Biella
- Young Museum Palazzo Ducale di Revere (Mantova)
- Civica Galleria d’Arte Moderna e Contemporanea di Gallarate
- Museo delle Generazioni Italiane del ‘900 “G.Bargellini” Pieve di Cento (Bologna)
- Biblioteca Provinciale “Tommaso Stigliani” Matera
- Pinacoteca e Museo delle Arti “Fondazione Nosside “Locri (Reggio Calabria)
- Comune di San Vincenzo Mare (Livorno)
- Comune di Piombino (Livorno)

### Alcune rassegne nazionali ed internazionali
- 1959 VII Biennale di Gallarate (Varese)
- 1963 LVI Biennale di Verona e XXIII Biennale di Milano
- 1964,1967,1971,1973.1976,1979-1980,1983-1984,1987,1990,1996,1999 Premio Internazionale Biella per l’incisione
- 1968 CXXVI Quadriennale di Torino
- 1969 “Nuovi Materiali e Nuove Tecniche” Caorle (Venezia)
- 1973 Premio Internazionale per il Disegno “Città di Perth (Australia)
- 1974,1976 X e XI Biennale di Menton (Francia)
- 1975 XIV “Premio Internazionale de Dibujo Joan Mirò” Barcellona (Spagna)
- 1984 VII Biennale dell’Incisione Fredrikstad (Norvegia)
- 1985,1986,1987,1999 “Museo Bello Pineiro” Premio Maximo Ramos per l’Incisione El Ferrol La Coruna (Spagna)
- 1997 “Rencontres Internationales-Ateliers du Sud” Musèe de Prèhistoire Règionale-Menton (Francia)
- 1997 “Dalla Figura alle Energie” Collection Youg Museum –Palazzo Ducale di Revere (Mantova)
- 1999 “Castello Visconteo” Sala degli Affreschi (Bianchi, Cigna, Luraschi, Pozzi, Simonetta) Pandino Cremona
- 2000 I° Biennale dell’Incisione Contemporanea Campobasso
- 2000 “Utopia e libertà” Palazzo dell’Annunziata Matera
- 2001 “Utopia e Libertà” Pinacoteca Provinciale Potenza
- 2001 Mostra “5”(Bianchi, Cigna, Luraschi, Pozzi, Simonetta) ex chiesa San Cristoforo-Assessorato alla Cultura di Lodi
- 2001 ” Collezioni Permanenti” Generazione Anni Trenta-Museo G. Bargellini Pieve di Cento (Bologna)
- 2002 Mostra “5” Casa Orfanelle Chieri (Torino) Patrocinio Comune,Provincia,Regione
- 2003 “Brera Anni Sessanta e Dintorni” Ass.Culturale “La finestra sull’Arte” Mosso S.Maria (Biella)
- 2003 “Artisti Contro” Ricetto di Candelo (Biella)
- 2003 “Ventitré autoritratti” (Donazione Cervi) Villa Pomini Castellanza (Varese)
- 2003 “A tutto tondo” Collezione Duilio Zanni Il Broletto di Como
- 2004 “Pittura: Sipario e Teatro” Mostra “5” Villa Pomini-Castellanza (Varese) Assessorato alla Cultura
- 2004 “Le Stanze di Eros” Galleria Comunale d’Arte Contemporanea di Piombino (Livorno)

### Fiere d’arte
1982,1983,1995 “Expo-Arte”  Bari - 1983,1984,1985,1986,1987,1992,1993 “Arco” Palacio de Cristal Madrid (Spagna) - 1983,1984,1985,1991 “Arte-Fiera” Bologna - 1985 “Inter-Arte” Salon del Mediterraneo Valencia (Spagna) - 1986,1988,1991,1992,1997 “LineaArt” Gand (Belgio) – 1990 “Biaf” International Art Forum Barcellona (Spagna) - 1990 “ArtJonction International” Palais de l’Exposition Nizza (Francia) - 1990,1991,1994 “Bidart” Bergamo Fiere - 1991 “Internazionale d’Arte Milano Fiere - 1991,1994 “Arte” Padova Fiere – 1995 (3º Premio),1996,1997 (premiato),1999 (Premio Bic Toscana) “EtruriaArte” Venturina (Livorno) - 1999 “PaviArteExpo” Pavia - 1999 “Arte Europa Reggio” Reggio Emilia - 2000 “Arte Europa Parma” Fiera di Parma (Premiato) - 2000 “Etruriarte II” Venturina (Livorno),3º Premio Comune di Piombino –2000-2004 “Immagina” Mostra Mercato d’Arte Contemporanea Reggio Emilia. 

## Giorgio Cigna secondo i critici
La cifra stilistica di questo maestro è la sperimentazione, non fine a se stessa, ma mossa da un convincimento profondo che diviene culturalmente una scelta di campo.
Cigna appartiene a quella generazione di artisti del dopoguerra che hanno vissuto il periodo della ricostruzione e, di riflesso, dato impulso alla ricerca di nuovi linguaggi, dissociandosi da ciò che “era”.
Le sue opere si sviluppano su un registro tonale che determina l’atmosfera del racconto che si svolge, poi,  con precisione, attraverso eterogenei materiali, tutti coinvolti a dotare l’immagine di una libertà di linguaggio difficilmente imitabile.
Caratteristica di questo modus operandi è il continuo porsi in gioco, cercando sempre differenti stimoli nel considerare la materia come sostanza creativa che, nella regia dell’artista, diviene opera d’arte perché penetrata dall’idea.
Una materia che assume connotazioni simboliche, per esempio, nell’utilizzo dell’oro,  sostanza ideale per rappresentare luce e spazio, che avvolge e vela i soggetti in una dimensione surreale cristallizzata, senza tempo.
Se a un primo impatto la composizione può apparire barocca nell’essere assimilata all’impianto decorativo dell’immagine, in realtà è avvicinabile all’ideale di astrazione rinascimentale di spazio-luce dei fondi-oro di Piero della Francesca o, più vicino a noi, alla ricchezza espressiva di Gustav Klimt. 
Opere che appaiono ora informali, ora figurative, ora incandescenti o gelidamente siderali, in un continuo trasformarsi,  sfuggenti come un sogno e, al contempo, determinanti ed indispensabili come aperture su mondi surreali ed interiori.